# محمد جواد الطريحي
محمد جواد الطريحي هو محمد جواد بن الشيخ محمد كاظم بن الشيخ كاتب الطريحي قاضي عراقي أديب وشاعر وباحث إسلامي.

## ولادته ودراسته
ولد في مدينة الكوفة بالعراق في 9/3/1951.ينتسب إلى أسرة علمية دينية مشهورة أثرت به فاتجه لدراسة العلوم الشرعية مبكراً ولكنه أكمل دراسته الرسمية وتخرج في كلية القانون والسياسة -جامعة بغداد 1972م – 1973م. التحق في قسم الدراسات العليا بالقانون العام - جامعة القاهرة 1976م – 1977م وحصل منها على دبلوم القانون العام. أنهى الدراسة في المعهد القضائي ببغداد عام 1988م – 1989م. مارس مهنة المحاماة ثم تولى منصب القضاء في العراق منذ تخرجه حتى اليوم. نال درجة الترقية في القضاء 1991م. له العديد من الشهادات والاجازات برواية الحديث من أعلام ومفكرين في العالم الإسلامي.

## نشاطاته
عضو مؤسس ومشارك في جمعيات حقوقية وأدبية واجتماعية ومنظمات المجتمع المدني وحقوق الإنسان ومراكز الدراسات التاريخية والعقائدية والبحوث المقارنة. مارس في المعهد الإسلامي وكلية الدراسات الإسلامية جامعة روتردام الإسلامية تدريس: أصول الفقه وفقه الأسرة والتشريع الإسلامي والنظم الإسلامية ولمحادثة العربية ولهجات العامية العربية. شارك في مؤتمرات عالمية في الفكر الإسلامي والدراسات القانونية في: مكة، وبيروت، والعراق، وإيران، ولندن، وهولندا، وأمريكا، وإيطاليا، ودبي، وألمانيا وغيرها.

## مؤلفاته
نشرت له بحوث ودراسات ومقالات منها :
1.	مقدمة في التشريع التجاري الإسلامي بغداد1971م.
2.	جريمة الرشوة دراسة في التكييف الشرعي والقانوني بغداد 1972م.
3.	فقه الميراث في الشريعة الإسلامية. النجف 1979م.
4.	العربون وأحكامه في الشريعة والقانون بغداد 1988م.
5.	دراسة في البنية القانونية العراقية 1991م.
6.	نظرية القضاء عند الشيخ المفيد 1993م.
7.	القضاء الإسلامي وأثره التقريب بين المذاهب الإسلامية 1994م.
8.	الحرية الفكرية في المعتقد الديني والسياسي 1998م.
9.	تاريخ التشريع الإسلامي المقارن 2001م.
10.المدلول الحضاري لدراسات الاجتهاد عند المسلمين 2002م.
11.شيخ الوراقين في النجف / الشيخ محمّد جواد الطريحي